# الیکایی ساده‌دم
الیکایی ساده‌دم (نام علمی: Pheugopedius euophrys) نام یک گونه از سرده الیکایی‌های زه‌پر است.